# 정원 가꾸기

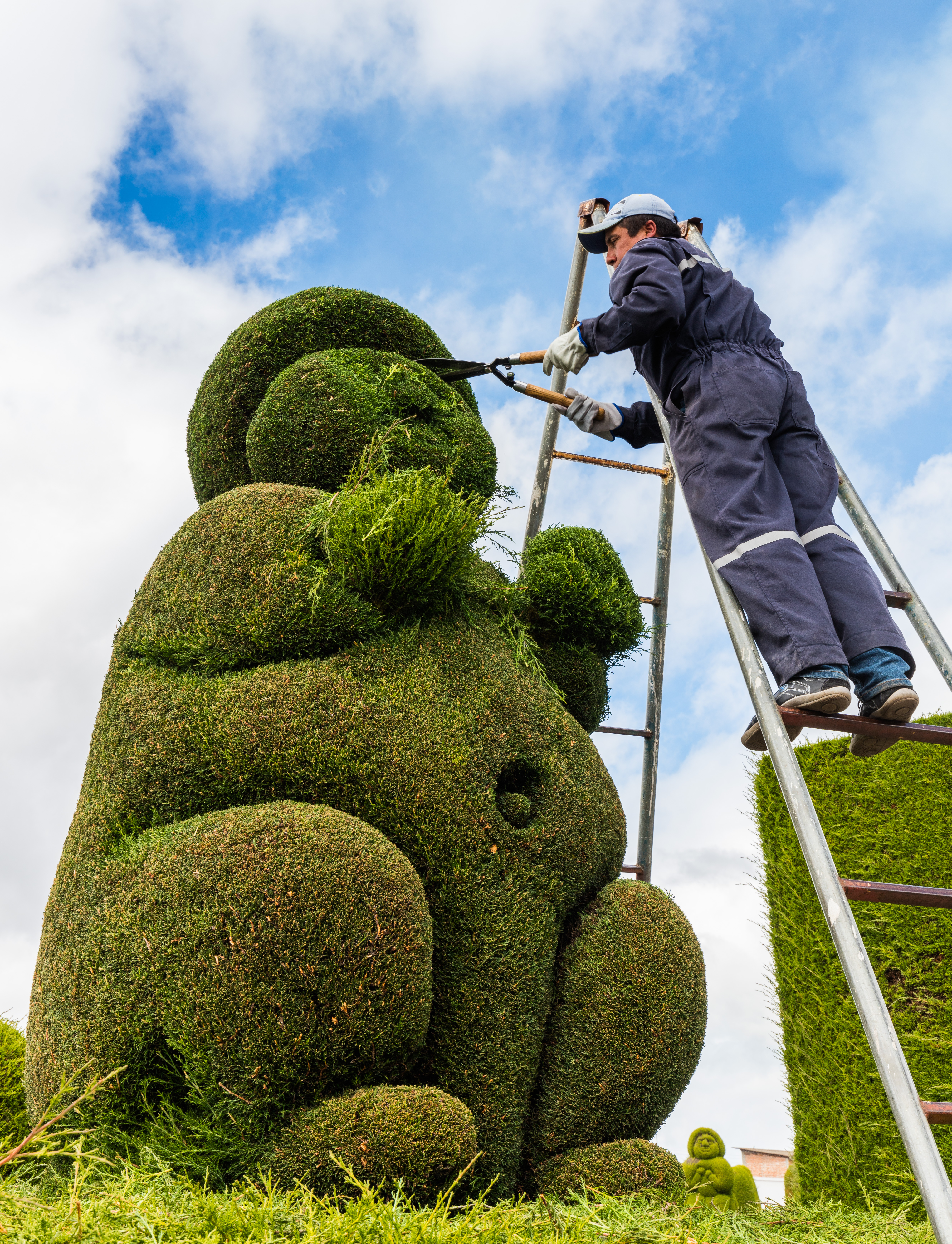
정원 가꾸기

정원 가꾸기(영어: gardening, 造園術: 조원술)는 원예의 일부로써 식물을 가꾸고 재배하는 활동이다. 정원에서 꽃, 잎 또는 전체 외형 때문에 관상식물을 가꾼다. 그 밖에 뿌리 채소, 잎 채소, 열매, 허브 같은 유용식물은 물론이고 염료, 치료용, 화장을 위해 소비할 목적으로 재배된다. 많은 사람들이 심신 이완을 목적으로 정원 가꾸기를 한다. 정원 가꾸기는 규모면에서 과수원부터 시작해서 다양한 형태의 관목, 교목과 허브식물까지의 긴 대로의 식재까지, 잔디나 기초식재를 포함하는 주택 마당까지, 실내외에서 자라는 크고 작은 용기의 식물까지 포함된다. 정원 가꾸기는 매우 특별한데 단 한 종류의 식물이 자라거나 혼합 식재에서 아주 많은 수의 식물이 수반하더라도 마찬 가지다. 식물의 재배에는 활동적인 참여가 수반되어 농업이나 임업과 차별화되는 노동집약적인 경향이 있다.
자연을 보전하는 효과와 함께 공기를 정화하는 측면이 존재하며 경제학에서는 긍정적 외부효과를 창출하는 것으로 본다.

## 같이 보기
- 정원
- 정원 디자인
- 정원 디자이너
- 정원박물관
- 조경

### 정원 가꾸기 매거진
- 월간 가드닝
- 커뮤니티 가든
- Garden Illustrated
- the English Garden

### 정원 가꾸기 전문 웹사이트
- Royal Horticultural Society 영국왕립원예협회
- National Gardening Association 미국정원가꾸기협회
- NC State University
- HGTV Gardens

### 정원 가꾸기 개인 홈페이지
- 손관화 교수의 가드닝 정원 가꾸기를 가르치는 대학교수
- 더숲연구소 정원 디자이너
- 왕바다리의 생태정원 정원 가꾸기가 취미인 사람
- It's Not Work, It's Gardening! 정원사가 직업인 사람

### 정원 가꾸기 연재물
- 고영아의 웰빙 가드닝 보관됨 2020-12-02 - 웨이백 머신 : 미주중앙일보

### 정원 가꾸기 강연
- Plantastic! 정원 가꾸기에 미친 12인의 TED 강연
- Guerrilla gardening : why people garden without boundaries 게릴라 가드닝 활동가 Richard Reynolds의 TEDxItaewon 강연(2012.8.11 서울)